# Sebastiano Esposito
Sebastiano Esposito (ur. 2 lipca 2002 w Castellammare di Stabia) – włoski piłkarz występujący na pozycji napastnika we włoskiem klubie Sampdoria oraz w reprezentacji Włoch do lat 21. Wychowanek Brescii, w trakcie swojej kariery grał także w takich zespołach jak Inter Mediolan, SPAL oraz Venezia.